# Jogo eletrônico para um jogador
Jogo eletrônico para um jogador, também conhecido como single-player, é um jogo eletrônico que possibilita a participação de apenas um jogador por partida, geralmente de um jogador humano, e se houver mais participantes, são controlados pelo computador. Essa determinação, entretanto, não inclui jogos on-line ou em LAN, pois outros jogadores também estão jogando o mesmo jogo ao mesmo tempo, ainda que não seja no mesmo computador ou console de videogame.

## História
Desde o início da história dos videojogos houve jogos para um jogador, como o Bertie the Brain (1950), que permitia jogar o jogo do galo contra o computador, e jogos destinados a dois jogadores, como o Tennis for Two (1958).  A Bally Midway recusou adquirir o jogo Pong (1972) à Atari por não ter um modo para um jogador. Nos anos seguintes foram desenvolvidos jogos para um jogador que influenciaram grandemente a história dos videojogos, como o Space Invaders (1978) ou o Tetris (1985). Mais recentemente, os jogos multijogador ganharam importância, e as empresas desenvolvedoras de videojogos têm dado pouca importância aos jogos para um jogador.